# Euphorbia gariepina
Euphorbia gariepina är en törelväxtart som beskrevs av Pierre Edmond Boissier. Euphorbia gariepina ingår i släktet törlar, och familjen törelväxter.

## Underarter
Arten delas in i följande underarter:
- E. g. balsamea
- E. g. gariepina

## Bildgalleri

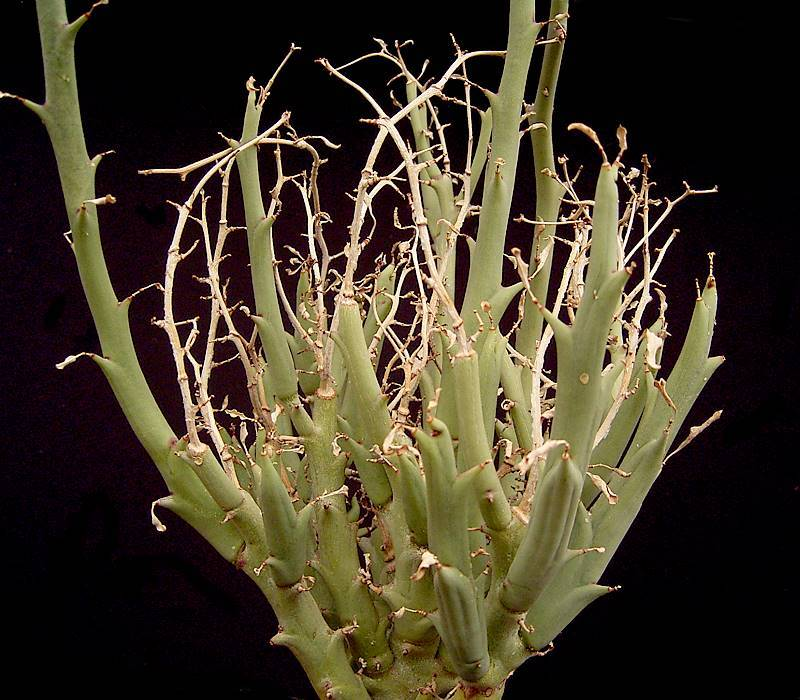